# Imogen Stubbs
Imogen Stubbs (* 20. Februar 1961 in Newcastle-upon-Tyne, England, Vereinigtes Königreich) ist eine britische Schauspielerin.

## Leben und Karriere
Stubbs wurde in Northumberland geboren und lebte für kurze Zeit in Portsmouth. Nachdem ihre Familie ein Hausboot auf der Themse in London bezogen hatte, besuchte sie die St Paul's Girls' School in Hammersmith und die Westminster School. Später studierte sie am Exeter College in Oxford. Ihre schauspielerische Ausbildung bekam sie an der Royal Academy of Dramatic Art.
Bekannt wurde sie durch ihre Bühnenpräsenz bei der Royal Shakespeare Company, unter anderem als Desdemona in der Othello-Inszenierung ihres späteren Ehemanns Trevor Nunn. In mehreren Hollywoodfilmen war sie zumeist in Nebenrollen wie in Jack und Sarah – Daddy im Alleingang (Jack & Sarah, 1995) als Sarah, aber auch in Hauptrollen wie in der Shakespeare-Verfilmung Was ihr wollt (Twelfth Night, 1996) als Viola zu sehen. Auch im Fernsehen trat sie auf, unter anderem in Shakespeare-Verfilmungen sowie als Protagonistin der Serie Anna Lee.
Stubbs betätigt sich auch als Autorin. Im Juli 2004 hatte ihr Stück We happy few am Gielgud Theatre in London Premiere. Es handelt von einer rein weiblich besetzten Theatertruppe, die während des Zweiten Weltkriegs durch Großbritannien tingelt, um Shakespeare einem breiten Publikum zugänglich zu machen. Das Stück wurde von Trevor Nunn produziert. In den Hauptrollen waren Juliet Stevenson, Kate O’Mara und Marcia Warren zu sehen.
Imogen Stubbs ist seit 1994 mit dem 21 Jahre älteren Sir Trevor Nunn verheiratet und hat mit ihm zwei Kinder. Seit April 2011 lebt das Ehepaar in Trennung.

## Filmografie (Auswahl)
- 1982: Privileged
- 1985: The Browning Version (Fernsehfilm)
- 1986: Nanou
- 1988: Ein schicksalhafter Sommer (A Summer Story)
- 1988: The Rainbow (Miniserie, 3 Folgen)
- 1989: Erik der Wikinger (Erik the Viking)
- 1991: Der Preis der Macht (True Colors)
- 1994: Anna Lee (Fernsehserie, 5 Folgen)
- 1994: A Pin for the Butterfly
- 1995: Jack und Sarah – Daddy im Alleingang (Jack and Sarah)
- 1995: Sinn und Sinnlichkeit (Sense and Sensibility)
- 1996: Was ihr wollt (Twelfth Night: Or What You Will)
- 2000: Big Kids (Fernsehserie, 13 Folgen)
- 2003: Collusion
- 2004: Dead Cool
- 2005: Casualty (Fernsehserie, Folge 19x31)
- 2006: Agatha Christie’s Marple (Fernsehserie, Folge 2x02)
- 2009: New Tricks – Die Krimispezialisten (New Tricks, Fernsehserie, Folge 6x04)
- 2010: The Adventures of Daniel (Fernsehfilm)
- 2011: Injustice - Unrecht! (Injustice, Miniserie, 2 Folgen)
- 2012: Doctors (Fernsehserie, Folge 14x25)
- 2017: Things I Know to Be True
- 2018: Death in Paradise (Fernsehserie, Folge 7x03 Die Kunst des Schreibens)
- 2018: London Unplugged
- 2019: Inspector Barnaby (Midsomer Murders, Fernsehserie, Folge 21x03 The Sting of Death)